# Zamarada bonaberiensis
Zamarada bonaberiensis is een vlinder uit de familie spanners (Geometridae). De wetenschappelijke naam van deze soort is voor het eerst geldig gepubliceerd in 1915 door Strand.
De soort komt voor in tropisch Afrika.